# Serpur
Serpur é uma vila no distrito de Murshidabad, no estado indiano de Bengala Ocidental.

## Geografia
Serpur está localizada a 22° 19′ N, 88° 19′ L. Tem uma altitude média de 3 metros (9 pés).

## Demografia
Segundo o censo de 2001, Serpur tinha uma população de 7228 habitantes. Os indivíduos do sexo masculino constituem 50% da população e os do sexo feminino 50%. Serpur tem uma taxa de literacia de 39%, inferior à média nacional de 59,5%: a literacia no sexo masculino é de 47% e no sexo feminino é de 30%. Em Serpur, 21% da população está abaixo dos 6 anos de idade.